# Серундоло, Хуан Мануэль
Хуан Мануэль Серундоло (исп. Juan Manuel Cerúndolo; род. 15 января 2001, Буэнос-Айрес) — аргентинский профессиональный теннисист. Победитель одного турнира ATP и десяти турниров ATP Challenger в одиночном разряде.

## Общая информация
Родился 15 ноября 2001 года в Буэнос-Айресе, в Аргентине. Имеет старшего брата Франсиско Серундоло, который также является профессиональным теннисистом.
В начале спортивной карьеры их обоих тренировал Алехандро Серундоло — их отец, который был профессиональным теннисистом, и в 1982 году достиг наивысшего 309-е места в рейтинге одиночного разряда. Он руководит собственной теннисной академией в Буэнос-Айресе. Также их отец бывший капитан сборной Аргентины по теннису, и тренировал таких игроков, как: Мерседес Пас и Хосе Акасусо.

## Спортивная карьера
В 2019—2024 годах стал победителем десяти турниров ATP Challenger и трёх турниров ITF в одиночном разряде.
И в 2021 году стал победителем ещё одного турнира ITF в парном разряде.

### 2021—2022
В конце февраля 2021 года стал победителем турнира категории ATP 250 на Открытом чемпионате Кордовы в Кордове (Аргентина), где он в финале победил испанца Альберта Рамоса со счётом 6-0, 2-6, 6-2.
В середине января 2022 года на турнире Большого шлема Открытом чемпионате Австралии, в первом круге одиночного разряда проиграл чеху Томашу Махачу со счётом 3-6, 6-2, 4-6, 2-6.

## Рейтинг на конец года
| Год  | Одиночный рейтинг | Парный рейтинг |
| 2024 | 139               | 1383           |
| 2023 | 120               | 1358           |
| 2022 | 152               | —              |
| 2021 | 89                | 421            |
| 2020 | 341               | 387            |
| 2019 | 396               | 573            |
| 2018 | 1581              | 1538           |